# Suhar
Suhar o Sohar (àrab: صحار, Ṣuḥār) és una ciutat d'Oman, la més desenvolupada del sultanat a part de la capital Mascat, de la qual es troba a uns 200 km. Suhar fou l'antiga capital i la ciutat de la que Sindbad el Mariner és descrit com originari. Suhar fou una ciutat de pescadors fins que al final del segle xx va començar la seva industrialització a la zona portuària. Avui dia és la cinquena ciutat d'Oman amb 140.006 habitants al cens del 2010. La ciutat té una universitat i alguns col·legis superiors, dos grans parcs, dos mercats tradicionals (més un de peix), un fortí o castell, una antiga porta, un palau del sultà, hotels i altres equipaments. La seva prosperitat es deu al rerepaís, la Batina, i a la ruta que des de Suhar i a través del Jabal Akhdar, arribava al golf Pèrsic; a més hi ha jaciments de coure.

## Història
El coure de la regió coneguda com a Makan o Magan està comprovat des del tercer mil·lenni aC; coure procedent d'aquesta regió s'ha trobat a les illes Bahrein i arribava també a Mesopotàmia i al Regne d'Elam. Un altre mineral era la gabbro-olivina, una pedra fosca de gran bellesa després de ser polida de la qual es van fer les estàtues de Gudea de Lagash. Cap excavació arqueològica ha trobat restes anterior a l'islam, però una estratificació permet pensar que ja estava habitada vers el segle I; Plini el Vell i el Periple de la mar Eritrea esmenten una població de nom Omana, que seria Suhar si bé això no es pot assegurar; al segle IV pertanyia a la Pèrsia sassànida i el bisbe Teòfil l'Indi en una missió a l'Aràbia, l'esmenta com Emporium Persanum; Teòfil va fundar tres esglésies a la península Aràbiga, entre elles una sens dubte a Suhar. Posteriorment la vila s'anomena amb el nom persa de Mazun (conservat pels geògrafs àrabs i per texts xinesos que encara l'anomenaven així al segle XVII).
A l'arribada de l'islam, la família dirigent dels al-Djulanda va rebre a Suhar als enviats del Profeta vers 629 o 630. Els al-Djulanda van acabar refugiats a les muntanyes i els oposats a la nova religió es van sotmetre el 633/634. Els perses conservaven la Batina a l'interior amb la fortalesa de Rastak però tanmateix en foren expulsats i el nom de Mazun fou substituït per Suhar, nom d'un territori que havia estat possessió d'Ad ibn Us ibn Iram ibn Sam ibn Nuh que es va voler fer passar per un antropònim per crear una aparença de realitat a la fundació de la vila i un àrab mític molt antic. Els governadors del califa van residir a Suhar i allí va penetrar l'ibadisme per mitjà d'emigrants nadius de Suhar establerts a Bàssora, que retornaren a la ciutat. El primer imam al-Djulanda ibn Masud va regnar a partir del 750 però poc després els abbàssides van enviar un exèrcit que segurament va actuar a Suhar; no obstant Oman va poder conservar la independència sota els Yahmad, successors d'al-Djulanda, que eren una branca de la confederació tribal dels Shanua, que van residir a Nazwa.
Al final del segle VIII Harun ar-Raixid va intentar conquerir Oman on era imam al-Warith ibn Kab al-Kharusi, però el general enviat per aconseguir-ho, Isa ibn Djafar ibn Abi l-Mansur fou derrotat i empresonat al fort de Suhar on fou assassinat contra les ordes de l'imam. La rivalitat entre les tribus iemenites ibadites i les tribus nizarites sunnites va degenar al cap de pocs anys en una guerra civil en què els segons van cridar en ajut a Muhammad ibn Nur, governador de Bahrayn (Aràbia oriental) que va exercir una forta repressió a Nazwa i a tota la regió. Nombrosos residents a Suhar es van exiliar a Siraz i a Bàssora. Quan Muhammad va retornar al seu govern va deixar un governador amb seu a Bahla, el qual no va tardar a retornar a fixar la seu a Suhar. Poc després els càrmates s'apoderaven d'Oman entrant a Suhar que van fer servir de base per fer ràtzies contra Bàssora el 943 i 953. Els càrmates en foren finalment expulsats pels buwàyhides. Durant el domini buwàyhida les tropes de zandjs i daylamites aquarterades a Suhar es van amotinar i foren reprimides de manera sagnant; la ciutat de Suhar fou arrasada; uns anys després Oman va passar a mans dels seljúcides i Suhar va haver de patir un atac dels oghuz. Al segle X al-Makdisi la descriu com una ciutat floreixen, molt poblada, bella i agradable per viure amb barris elegants al llarg d'un riu; les cases eren altes i superbes, construïdes amb maons i amb fusta de teca; la mesquita del divendres tenia un bell minaret que s'aixecava prop de la mar; a l'interior el mihrab recollia els reflexos alternats de groc, verd i vermell; el suk de Suhar, que agradava a tothom, tenia materials de tot el món i s'hi podien comprar els fruits de tots els horts de la regió.
Les diverses desgràcies ocasionals no afectaren a la seva prosperitat; el port servia per als contactes comercials amb l'Índia i la Xina i s'han trobat algunes restes de ceràmiques d'aquestes zones; a l'edat mitjana Suhar és esmentada com «El dipòsit de la Xina». Un habitant de Suhar va arribar a tenir un càrrec a Canton al segle xi i altres suharis o de la regió van tenir un paper destacat a la Xina incloent un ministre de la província de Fujian (Fukien) al segle xiii. Diverses residències senyorials de comerciants suharis i gent de la Batina es van trobar en excavacions arqueològiques a Suhar el 1982-1986 i permeten comprovar l'esplendor de la ciutat en aquest temps (segles IX a XIII). La prosperitat es va acabar sobtadament al segle xiii; a la segona meitat del segle hi van desembarcar Fakhr al-Din i Shihab al-Din des de Pèrsia i serien els causants de la destrucció de la ciutat comprovada per l'arqueologia. Finalment Suhar va passar als reis d'Ormuz que hi van construir una fortalesa on va quedar una guarnició que tenia per objectiu impedir desembarcar mercaderies a aquest port, en benefici d'Ormuz. Entre el segle xiv i el XVII les excavacions no han trobat cap objecte procedent de la Xina.
Suhar fou conquerida pels portuguesos el 1507 i van seguir la mateixa política que els reis d'Ormuz; la guarnició impedia desembarcar mercaderies encara que a vegades va trencar aquesta orde en benefici propi. Una vegada expulsats d'Ormuz el domini portuguès no podia durar; Nasir ibn Murshid al-Yarubi fou elegit imam d'Oman i ell mateix i els seus successors, especialment Sultan ibn sayf, van expulsar els portuguesos d'Oman; fins i tot es van fer atacs contra les possessions portugueses a l'Índia i es practicava la pirateria afectant sobretot el comerç portuguès; però com que els safàvides també foren afectats van intentar una aliança contra l'Oman amb els anglesos, holandesos i francesos, sense gaire èxit. El 1738 els perses sota Nadir Shah van assetjar Suhar però el governador Ahmad ibn Said va oposar una ferotge resistència que va permetre l'ascens de la dinastia Al Busaid.
Durant segles (des del XIV) Suhar fou una ciutat de pescadors que es va aprofitar de la topografia que la feia l'única ciutat de la Batina que dominava sobre el nivell de la mar uns 10 o 12 metres (no era així a la resta d'establiments de la regió: Sib, Barka, Suwayk, Khabura, Lawa i Shinas). Encara no fa gaire es podien veure les marques del terreny ocupat per la vila medieval. Al segle xviii el port va recuperar en part la seva activitat i al final del segle J. R. Wellsted la descriu ja com la segona ciutat d'Oman amb 9.000 habitants entre els quals unes 20 famílies jueves (100 persones) que tenien una sinagoga; de la presència jueva encara queda un cementiri que se sospita que remuntaria al segle xii. Les limitacions imposades pels britànics a la tracta d'esclaus i el desviament del comerç cap a Zanzíbar la van debilitar i al final del segle xix fou arruïnada pels pirates que dominaven Shinas i per les rivalitats internes en les quals els wahhabites van tenir paper destacat fins al primer terç del selgle XX. No va prosperar gaire durant la resta del segle xx, primer amb la II Guerra Mundial i després pel període feudal i retrograd del sultà Said ibn Taymur, que va tenir preferència pel Zufar, residint a Salala, i va ignorar Masqat, Suhar i altres ciutats al nord; Said fou enderrocat el 1970 pel seu fill Qabus i en els següents anys (sobretot a partir de 1980) va començar la industrialització del país i Suhar se'n va beneficiar especialment fent un gir radical. Un sultanat de Suhar que s'esmenta en algunes fonts (1920-1932) és un error pel sultanat de Sur o Ja'alan.